# Вонто (Њујорк)
Вонто (енгл. Wantagh) насељено је место без административног статуса у америчкој савезној држави Њујорк.

## Демографија
По попису из 2010. године број становника је 18.871, што је 100 (-0,5%) становника мање него 2000. године.
| Група             | 2000.          | 2010.          |
| Белци             | 17.829 (94,0%) | 17.380 (92,1%) |
| Афроамериканци    | 37 (0,2%)      | 53 (0,3%)      |
| Азијати           | 359 (1,9%)     | 380 (2,0%)     |
| Хиспаноамериканци | 619 (3,3%)     | 889 (4,7%)     |
| Укупно            | 18.971         | 18.871         |